# AIK Fotbolls säsong 1998
AIK slutade säsongen 1998 på en första plats i Allsvenskan och blev därmed svenska mästare i fotboll för första gången sedan 1992. Förstaplatsen innebar också att AIK gick till andra kvalomgången i UEFA Champions League. Skytteligan vanns av Nebojsa Novakovic på 5 mål (av endast 25 mål av hela AIK under säsongen) och publiksnittet blev 11 112, vilket innebar att AIK vann publikligan för Allsvenskan.

## Tävlingar

### Allsvenskan
Se även: Fotbollsallsvenskan 1998
AIK skulle egentligen ha spelat sin första match i början av april, borta mot Örgryte IS, men matchen ställdes in på grund av dåligt väder. Man inledde istället med en match hemma mot Trelleborgs FF som slutade 1–1 efter att Anders Limpar gjorde det första målet i den 18:e matchminuten. AIK dominerade matchen igenom och hade många bollar i både stolpen och ribban. Följande match spelades hemma på Råsunda mot serieledande Halmstads BK inför för säsongen en hög publiksiffra, 11081 personer (jämfört med 5870 mot Trelleborg). Matchens enda mål gjordes av Krister Nordin som gjorde 1–0 till AIK på en frispark i den 26:e matchminuten.
I matchen borta mot BK Häcken hade AIK glömt matchtröjorna och de fick låna matchtröjor av BK Häcken. Första halvleken av matchen dominerades av Häcken och ledde också med 1–0 efter den första halvleken. Men Nebojsa Novakovic lyckades kvittera cirka sex minuter efter paus och matchen slutade också 1–1. Matchen efter det spelades mot IF Elfsborg och AIK kunde ta ledningen redan efter en minut och tio sekunder genom ett självmål – och resultatet stod sig halvleken ut. Men i den 50:e matchminuten lyckades Elfsborg kvittera och matchen slutade också 1–1. AIK fick i omgången efter det spela mot Örebro SK, en match som slutade 1–1 efter att AIK kvitterat ÖSK:s ledning med ungefär en kvart kvar av matchen. Denna match innebar AIK:s fjärde 1–1-match på fem matcher. AIK hade dock inte förlorat en enda match dittills och hade sju poäng (en vinst, fyra oavgjorda) och 5–4 i målstatistiken.
I matchen efter det var det dags för årets första stockholmsderby (av två) som spelades mot Hammarby IF. Hela 31 893 åskådare kom till matchen (årets näst högsta publiksiffra för hela Allsvenskan) som spelmässigt dominerades av AIK, men vanns av Hammarby med 1–0 efter mål av Kaj Eskelinen i den 59:e matchminuten. Detta innebar AIK:s första förlust för säsongen. Den andra förlusten kom redan i omgången därefter, borta mot IFK Norrköping, som AIK förlorade med 2–0. Detta efter två mål av Norrköping inom 10 minuter mellan den elfte och den tjugonde minuten. Detta var den sista matchen som Lee Baxter spelade denna säsong.
AIK låg långt ner i tabellen och tränaren Stuart Baxter ändrade i laget. Bland annat byttes målvakten Lee Baxter ut mot Mattias Asper, vilket förändrade säsongen för AIK:s del. Med Mattias Asper i målet förlorade AIK inte en enda allsvensk match. Det började med en match hemma mot Östers IF som spelades inför 5042 åskådare. Det stod länge 0–0 i matchen, men AIK lyckades ta ledningen med 1–0 med mindre än tio minuter kvar. Men på övertid lyckas Öster kvittera och ett av säsongens vanligaste resultat för AIK:s del, 1–1, var ett faktum.
I matchen efteråt var det dags för den uppskjutna premiärmatchen borta mot Örgryte och AIK vann med 1-0 efter mål av Johan Mjällby. Den andra raka bortamatchen i Göteborg spelades mot Västra Frölunda IF och även denna match slutade 1–1, efter att AIK haft 1–0 i paus. På tio matcher har AIK endast vunnit 2 matcher, spelat oavgjort sex matcher och förlorat två med en målskillnad på minus 1.
Nästa match spelades hemma mot Malmö FF. Matchen var jämn, men med 15 minuter kvar kunde AIK till slut göra 1–0 vilket också stod sig matchen ut.. Även nästa match (som spelades borta mot IFK Göteborg) slutade 1–0 till AIK, som också skulle bli en av säsongens mest vanliga siffror för AIK:s del. Målet gjordes av Patrick Englund. Den andra raka bortamatchen skulle spelas mot Helsingborgs IF på Olympia. Helsingborg var en av de tänkbara guldaspiranterna och det var storpublik på Olympia, hela 11 252 åskådare var på plats. AIK vann matchen med 1–0 efter mål av Anders Limpar.
AIK spelade därefter 1–1 mot IFK Norrköping och därefter väntade säsongens andra stockholmsderby, en bortamatch mot Hammarby på Råsunda. Matchen spelades inför hela 33 094 åskådare (Allsvenskans högsta publiksiffra denna säsong) och AIK vann med 2–0. Precis som i det första derbyt dominerade AIK, men denna gång lyckades AIK göra mål. AIK gjorde tre mål, men det första som gjordes i matchen blev felaktigt bortdömt för offside. Men AIK gjorde alltså ytterligare två mål och tog ytterligare tre poäng. Efter att 15 omgångar hade spelats hade AIK spelat upp sig jämfört med tidigare på säsongen. AIK hade vunnit sex matcher, varav fem av dessa med 1–0, spelat sju oavgjorda och förlorat två. Målskillnaden var +4 efter 14 gjorda och 10 insläppta mål.
Derbysegern mot Hammarby följdes upp med en 0–0-match hemma mot Västra Frölunda och därefter en match borta mot Öster. AIK lyckades i matchen mot Öster göra två mål för andra gången dittills på säsongen, och båda målen i samma halvlek. Detta efter två snabba mål inom loppet av två minuter runt den 40:e matchminuten. Matchen slutade till slut 2–1 till AIK. Matchen efter det spelades mot de som AIK till slut gjorde upp guldet med – Helsingborgs IF. Den första halvleken slutade mållöst och den andra slutade 1–1. Matchen såg ut som samtliga 1–1-matcher som AIK har spelat denna säsong: AIK hade ett stort spelövertag, men motståndarna kvitterar på en av få målchanser. Noterbart är att detta var Olof Mellbergs sista match innan han åkte till Spanien för att bli proffs. Nästa match spelades hemma mot det tidiga 1990-talets giganter IFK Göteborg och AIK vann med 1–0 efter mål i den 55:e matchminuten av Thomas Lagerlöf.
Vinsten mot Göteborg följdes upp av en 0–0-match borta mot Malmö FF AIK:s tredje match för säsongen där laget lyckades göra fler än två mål kom i matchen därefter, hemma mot BK Häcken. Det blev 2–1 för AIK, 1–0 i paus, inför 7690 på Råsunda. AIK hade efter 21 spelade matcher vunnit nio matcher, spelat tio stycken oavgjorda och förlorat två (den senaste mot IFK Norrköping i den sjunde omgången) och hade 37 poäng och +7 i målskillnad. Tabelläget var avsevärt bättre än i början av säsongen och AIK hade guldläge med fem matcher kvar.
Den tjugoandra omgången spelades borta mot Halmstad på Örjans Vall. Halmstad ledde med 1–0 efter en halvlek, men AIK kunde kvittera till 1–1 på straff och AIK tog en till trepoängare. I den nästa hemmamatchen kom det över 10 000 åskådare till Råsunda och AIK missade en straff i första halvlek – en halvlek som slutade 0–0. I den andra kunde dock AIK göra två mål, varav 2–0-målet blev framröstat till årets mål, och AIK vinner den viktiga matchen med 2-0 och det återstår endast tre matcher av Allsvenskan 1998.
AIK spelade de två matcherna innan den sista på bortaplan och började borta mot Elfsborg på Ryavallen. Den första halvleken slutade 0–0 och i början av den andra kunde AIK göra 1–0 efter mål av Marino Ramberg. Elfsborg kunde kvittera 10 minuter senare till 1–1, som också blev slutresultatet. AIK ledde Allsvenskan inför den näst sista matchen och hade avgörandet i egna händer med två matcher kvar av serien – och de två sista matcherna skulle spelas mot bottenlagen Trelleborg och Örgryte. Men den första matchen blev inte som väntat, utan slutade 0–0 och AIK tappade ledningen till Helsingborg, som hade vunnit sin match med 2–0.
Avslutningen på denna upplagan av Allsvenskan blev mycket spännande. Inför den sista omgången såg det ut såhär:
1. Helsingborgs IF, 44 poäng (+16 i målskillnad)
2. AIK, 43 poäng (+9 i målskillnad)

Båda lagen skulle möta lag som låg i botten av Allsvenskan och inte hade något att spela för. AIK skulle möta Örgryte som låg på en tolfte plats och Helsingborg skulle möta BK Häcken som låg på en trettonde (och nedflyttningsklara). För att AIK skulle ta guld fanns ett par olika scenarion:
- att BK Häcken vinner över Helsingborg med mer än 8 mål samtidigt som AIK spelar oavgjort,
- att BK Häcken tar minst en poäng mot Helsingborg samtidigt som AIK vinner.

Visserligen var det senare mer troligt, men inget verkade särskilt sannolikt och den allsvenska pokalen befann sig nere i Göteborg inför matchstart.
AIK vann sin match mot Örgryte inför 18 017 åskådare på Råsunda (den tredje högsta publiksiffran i Allsvenskan denna säsong). Det började dock dåligt, Örgryte såg ut att ha gjort 1–0 i första halvlek, men målet dömdes bort. Istället gjorde AIK 1–0 i andra halvlek efter 48 minuter och 30 sekunder av matchen. Samtidigt vann Häcken också sin match mot Helsingborgs IF och AIK blev svenska mästare säsongen 1998.

### Svenska cupen
AIK hade vunnit övertygande segrar i de inledande omgångarna av Svenska cupen 1997/1998 under 1997 (13–0 mot Hedens IF och 4–2 mot Obbola IK) och ställdes i början av april 1998 i första omgången mot Plavi Team. AIK vann med 9–0 och gick vidare till åttondelsfinal, som spelades mot Örgryte. Där förlorade AIK dock med 1–2 och åkte ur cupen säsongen 1997/1998.
Den första omgången av upplagan 1998/1999 (som AIK till slut vann) spelades mot Stockviks FF i Stockvik, där AIK vann med 4–0. Följande omgång spelades mot Sund IF som AIK vann med 3–0. Den segern följdes upp med en knapp 2–1-seger mot Tyresö FF och nästa omgång spelades 1999. Det året följde segrar mot Gefle IF (3–0), Halmstads BK (1–0), Trelleborgs FF (1–0 efter förlängning) och sedan semifinal mot Helsingborgs IF, som vanns med 2–1. AIK var därmed klart för final och lyckades även vinna Svenska Cupen efter 1–0 hemma och 0–0 borta mot IFK Göteborg (1–0 totalt till AIK).

## Tabell
|    |                    | S  | V  | O  | F  | GM | IM | MS  | P  |
| -- | ------------------ | -- | -- | -- | -- | -- | -- | --- | -- |
| 1  | AIK                | 26 | 11 | 13 | 2  | 25 | 15 | +10 | 46 |
| 2  | Helsingborgs IF    | 26 | 12 | 8  | 6  | 43 | 28 | +15 | 44 |
| 3  | Hammarby IF        | 26 | 11 | 9  | 6  | 39 | 34 | +5  | 42 |
| 4  | Halmstads BK       | 26 | 12 | 5  | 9  | 42 | 40 | +11 | 41 |
| 5  | Västra Frölunda IF | 26 | 10 | 8  | 8  | 29 | 31 | -2  | 38 |
| 6  | Örebro SK          | 26 | 10 | 6  | 10 | 35 | 38 | -3  | 36 |
| 7  | IFK Norrköping     | 26 | 9  | 8  | 9  | 43 | 35 | +8  | 35 |
| 8  | IFK Göteborg       | 26 | 9  | 8  | 9  | 27 | 29 | -2  | 35 |
| 9  | Malmö FF           | 26 | 9  | 6  | 11 | 35 | 30 | +5  | 33 |
| 10 | IF Elfsborg        | 26 | 8  | 9  | 9  | 36 | 33 | +3  | 33 |
| 11 | Trelleborgs FF     | 26 | 8  | 8  | 10 | 31 | 35 | -4  | 32 |
| 12 | Örgryte IS         | 26 | 7  | 7  | 12 | 35 | 36 | -1  | 28 |
| 13 | BK Häcken          | 26 | 7  | 6  | 13 | 27 | 46 | -19 | 27 |
| 14 | Östers IF          | 26 | 5  | 7  | 14 | 26 | 43 | -17 | 22 |

## Matcher
De mål AIK har gjort står alltid först, oavsett om matchen har spelats hemma eller borta.
| Datum             | Spelplats                           | Motståndare        | Resultat | Match | Matchrapport |
| ----------------- | ----------------------------------- | ------------------ | -------- | ----- | ------------ |
| 2 april 1998      | Råsunda IP, Solna, Sverige          | Plavi Team         | 9–0      | SC    | AIK.se       |
| 9 april 1998      | Slottskogsvallen, Göteborg, Sverige | Örgryte IS         | 1–2      | SC    | AIK.se       |
| 13 april 1998     | Råsundastadion, Solna, Sverige      | Trelleborgs FF     | 1–1      | A     | AIK.se       |
| 18 april 1998     | Råsundastadion, Solna, Sverige      | Halmstads BK       | 1–0      | A     | AIK.se       |
| 26 april 1998     | Rambergsvallen, Göteborg, Sverige   | BK Häcken          | 1–1      | A     | AIK.se       |
| 3 maj 1998        | Råsundastadion, Solna, Sverige      | IF Elfsborg        | 1–1      | A     | AIK.se       |
| 10 maj 1998       | Eyravallen, Örebro, Sverige         | Örebro SK          | 1–1      | A     | AIK.se       |
| 19 maj 1998       | Råsundastadion, Solna, Sverige      | Hammarby IF        | 0–1      | A     | AIK.se       |
| 4 juni 1998       | Idrottsparken, Norrköping, Sverige  | IFK Norrköping     | 0–2      | A     | AIK.se       |
| 8 juni 1998       | Råsundastadion, Solna, Sverige      | Östers IF          | 1–1      | A     | AIK.se       |
| 11 juni 1998      | Gamla Ullevi, Göteborg, Sverige     | Örgryte IS         | 1–0      | A     | AIK.se       |
| 15 juni 1998      | Ruddalens IP, Göteborg, Sverige     | Västra Frölunda IF | 1–1      | A     | AIK.se       |
| 24 juni 1998      | Råsundastadion, Solna, Sverige      | Malmö FF           | 1–0      | A     | AIK.se       |
| 29 juni 1998      | Gamla Ullevi, Göteborg, Sverige     | IFK Göteborg       | 1–0      | A     | AIK.se       |
| 20 juli 1998      | Olympia, Helsingborg, Sverige       | Helsingborgs IF    | 1–0      | A     | AIK.se       |
| 26 juli 1998      | Kustängen, Stockvik, Sverige        | Stockviks FF       | 4–0      | SC    | AIK.se       |
| 3 augusti 1998    | Råsundastadion, Solna, Sverige      | IFK Norrköping     | 1–1      | A     | AIK.se       |
| 10 augusti 1998   | Råsundastadion, Solna, Sverige      | Hammarby IF        | 2–0      | A     | AIK.se       |
| 16 augusti 1998   | Råsundastadion, Solna, Sverige      | Västra Frölunda IF | 0–0      | A     | AIK.se       |
| 24 augusti 1998   | Värendsvallen, Växjö, Sverige       | Östers IF          | 2–1      | A     | AIK.se       |
| 27 augusti 1998   | Sverige                             | Sund IF            | 3–0      | SC    | AIK.se       |
| 31 augusti 1998   | Råsundastadion, Solna, Sverige      | Helsingborgs IF    | 1–1      | A     | AIK.se       |
| 10 september 1998 | Råsundastadion, Solna, Sverige      | IFK Göteborg       | 1–0      | A     | AIK.se       |
| 21 september 1998 | Malmö stadion, Malmö, Sverige       | Malmö FF           | 0–0      | A     | AIK.se       |
| 24 september 1998 | Sverige                             | Tyresö FF          | 2–1      | SC    | AIK.se       |
| 28 september 1998 | Råsundastadion, Solna, Sverige      | BK Häcken          | 2–1      | A     | AIK.se       |
| 4 oktober 1998    | Örjans vall, Halmstad, Sverige      | Halmstads BK       | 1–1      | A     | AIK.se       |
| 19 oktober 1998   | Råsundastadion, Solna, Sverige      | Örebro SK          | 2–0      | A     | AIK.se       |
| 26 oktober 1998   | Ryavallen, Borås, Sverige           | IF Elfsborg        | 1–1      | A     | AIK.se       |
| 31 oktober 1998   | Vångavallen, Trelleborg, Sverige    | Trelleborgs FF     | 0–0      | A     | AIK.se       |
| 8 november 1998   | Råsundastadion, Solna, Sverige      | Örgryte IS         | 1–0      | A     | AIK.se       |

Teckenörklaringar:
- A = Allsvenskan
- SC = Svenska Cupen

## Spelarstatistik
| Målvakt         | SM | IM | PM   | V | U |
| --------------- | -- | -- | ---- | - | - |
| Mattias Asper   | 19 | 8  | 0,42 | 0 | 0 |
| Lee Baxter      | 7  | 7  | 1,00 | 0 | 0 |
| Niklas Westberg | 0  | 0  | 0,00 | 0 | 0 |

| Spelare           | S  | M | A | SPM | SUM | V | U |
| ----------------- | -- | - | - | --- | --- | - | - |
| Krister Nordin    | 24 | 3 | 0 | 24  | 40  | 5 | 0 |
| Pär Millqvist     | 10 | 0 | 1 | 0   | 1   | 0 | 0 |
| Ola Andersson     | 5  |   | 1 | 0   | 0   | 0 | 0 |
| Michael Brundin   | 24 | 0 | 0 | 2   | 0   | 1 | 0 |
| Tomas Gustafsson  | 25 | 0 | 0 | 0   | 10  | 3 | 0 |
| Nebojsa Novakovic | 25 | 5 | 5 | 23  | 26  | 1 | 0 |
| Anders Limpar     | 18 | 2 | 3 | 10  | 17  | 6 | 1 |
| Johan Mjällby     | 24 | 2 | 1 | 12  | 25  | 6 | 0 |
| Marino Rahmberg   | 19 | 3 | 0 | 6   | 8   | 3 | 0 |
| Thomas Lagerlöf   | 24 | 3 | 2 | 8   | 13  | 2 | 0 |
| David Ljung       | 2  | 0 | 0 | 0   | 0   | 0 | 0 |
| Mike Kjölö        | 25 | 0 | 0 | 2   | 11  | 1 | 0 |
| Patrik Fredholm   | 20 | 1 | 0 | 11  | 11  | 1 | 1 |
| Daniel Hoch       | 2  | 0 | 0 | 1   | 0   | 0 | 0 |
| Patrick Englund   | 20 | 1 | 1 | 5   | 11  | 3 | 0 |
| Hans Bergh        | 11 | 1 | 2 | 2   | 2   | 1 | 0 |
| Alexander Östlund | 24 | 1 | 2 | 8   | 15  | 2 | 0 |
| Olof Mellberg     | 17 | 0 | 0 | 3   | 3   | 1 | 0 |
| Piracaia          | 2  | 0 | 0 | 0   | 0   | 0 | 0 |
| Andreas Yngvesson | 1  | 0 | 0 | 1   | 1   | 0 | 0 |
| Självmål          | 0  | 3 | 0 | 0   | 0   | 0 | 0 |

Teckenförklaringar:
SM = Spelade matcher, IM = Insläppa mål, PM = Insläppta mål per match, M = Gjorda mål, 
A = Slagna målpassningar, SPM = Skott på mål, SUM = Skott utanför mål, V = Varningar, U = Utvisningar

## Spelplatser
AIK spelade säsongen 1998 sina hemmamatcher på Råsundastadion, som tar 36 608 åskådare i teorin, men på grund av att vissa platser har skymd sikt och att andra spärras av på grund av säkerhetsskäl kan AIK få in cirka 34 500–35 000 åskådare per match.

### Fotnoter
1. ↑  AIK.se: AIK–Trelleborgs FF 1–1 (1–0)
2. ↑  AIK.se: AIK–Halmstads BK 1–0 (1–0)
3. ↑  AIK.se: BK Häcken–AIK 1–1 (1–0)
4. ↑  AIK.se: AIK–IF Elfsborg 1–1 (1–0)
5. ↑  AIK.se: Örebro SK–AIK 1–1 (1–0)
6. ↑  AIK.se: AIK–Hammarby IF 0–1 (0–0)
7. ↑  AIK.se: IFK Norrköping–AIK 2–0 (2–0)
8. ↑  AIK.se: AIK–Östers IF 1–1 (0–0)
9. ↑  AIK.se: Örgryte IS–AIK 0–1 (0–0)
10. ↑  AIK.se: Västra Frölunda IF–AIK 1–1 (0–1)
11. ↑  AIK.se: AIK–Malmö FF 1–0 (0–0)
12. ↑  AIK.se: IFK Göteborg–AIK 0–1 (0–0)
13. ↑  AIK.se: Helsingborgs IF–AIK 0–1 (0–0)
14. ↑  AIK.se: AIK–IFK Norrköping 1–1 (1–0)
15. ↑  AIK.se: Hammarby IF–AIK 0–2 (0–1)
16. ↑  AIK.se: AIK–Västra Frölunda IF 0–0 (0–0)
17. ↑  AIK.se: Östers IF–AIK 1–2 (0–2)
18. ↑  AIK.se: AIK–Helsingborgs IF 1–1 (0–0)
19. ↑  AIK.se: AIK–FK Göteborg 1–0 (0–0)
20. ↑  AIK.se: Malmö FF–AIK 0–0 (0–0)
21. ↑  AIK.se: AIK–BK Häcken 2–1 (1–0)
22. ↑  AIK.se: Halmstads BK–AIK 1–1 (1–0)
23. ↑  AIK.se: AIK–Örebro SK 2–0 (0–0)
24. ↑  AIK.se: IF Elfsborg–AIK 1–1 (0–0)
25. ↑  AIK.se: Trelleborgs FF–AIK 0–0 (0–0)
26. ↑  AIK.se: AIK–Örgryte IS 1–0 (0–0)
27. ↑  AIK.se: Svenska cupen i fotboll 1997/1998
28. ↑  AIK.se: Svenska cupen i fotboll 1998/1999
29. ↑  AIK.se: Spelarstatistik
30. ↑  AIK.se: Om Råsunda